# Jabal Barşah
Jabal Barşah (arabiska: Bārşā Dāgh, برصه دره, جبل برصه) är ett berg i Syrien.   Det ligger i provinsen Aleppo, i den norra delen av landet, 400 kilometer norr om huvudstaden Damaskus. Toppen på Jabal Barşah är 848 meter över havet, eller 217 meter över den omgivande terrängen. Bredden vid basen är 20,5 km.
Terrängen runt Jabal Barşah är platt åt sydost, men åt nordväst är den kuperad. Närmaste större samhälle är I‘zāz, 5,7 kilometer söder om Jabal Barşah.
Trakten runt Jabal Barşah består till största delen av jordbruksmark. Runt Jabal Barşah är det ganska tätbefolkat, med 86 invånare per kvadratkilometer.